# 65. Armee (Rote Armee)
Die 65. Armee (russisch 65-я армия) war ein militärischer Großverband der Roten Armee, der an der sowjetischen Westfront des Zweiten Weltkrieges eingesetzt war. In der Nachkriegszeit bestand der umorganisierte Verband unter der Bezeichnung 7. mechanisierte Armee weiter.

## Geschichte

### Aufstellung
Die 4. Panzerarmee führte ab August 1942 im Raum nördlich Stalingrad zahlreiche Gegenangriffe gegen die deutsche 6. Armee durch und wurde am 22. Oktober 1942 aufgelöst. Aus ihrem Oberkommando wurde die 65. Armee unter Generalleutnant Pawel Batow aufgestellt, welche Teil von General Rokossowskis neuer Donfront wurde. Die anfangs etwa 80 Kilometer breite Verteidigungslinie der Armee erstreckte sich vom westlichen Wolga-Ufer ausgehend nach Westen entlang des kleinen Don-Bogens bis zum Dorf Kletskaja. Die weitere Linie am mittleren Don entlang von Kletskaja bis Weschenskaja fiel an die 21. und 63. Armee und kam bald unter das Kommando der Südwestfront. Am linken Flügel bezog die 24. Armee Stellung – etwa 20 Kilometern von Wertjachi entfernt – an der Linie Panschino – Gnilowskaja und bald auch die 66. Armee bis zur Wolga.
Die 65. Armee hatte am 19. November eine führende Rolle bei der Operation Uranus, welche zur Einkreisung der deutschen 6. Armee führte. Der Angriff der 65. Armee erfolgte dabei gegen das deutsche XI. A.K. aus dem südlichen Don-Brückenkopf von Kremenskaja. Die Truppen rückten aus dem Raum nordöstlich von Kletskaja nach Wertjachi vor und drängten die deutsche 44., 376. und 384. Infanterie-Division bis Anfang Dezember zum Fluss Rossosch zurück, der bis Januar 1943 die nordwestliche Kesselfront des Kessels von Stalingrad bildete.
Armeegliederung am 19. November 1942
- 4., 27., 40. Garde-Schützendivision
- 23., 24., 252., 258., 304., 321. Schützendivision
- 91. und 121. unabhängige Panzerbrigade
- 3 Armee-Artillerie-Regimenter, 1 Haubitzen-Regiment, 5 Garde-Mörser-Regimenter

Im Vorfeld der Operation Kolzo führten zwei Divisionen der 65. Armee am 7. Januar 1943 einen ersten Angriff gegen die Stellungen der deutschen 44. Infanterie-Division durch. Am 10. Januar um 8:05 Uhr startete nach 55-minütigen Artilleriefeuer mit 500 Geschützen und 450 Raketenwerfern der Hauptangriff auf 12 km Breite. Ungefähr um 9:00 Uhr folgte der Hauptschlag mit fünf Schützendivisionen, unterstützt von der 16. Luftarmee, der 91. Panzerbrigade sowie sechs schwere Garde-Panzerregimenter (mit etwa 60 KW-Panzer und 21 Churchill Mark IV-Panzer). Die Front der deutschen 44. Infanterie-Division wurde überrannt und Anfang Februar endeten die Kämpfe um Stalingrad.

### 1943
Nach der deutschen Kapitulation bei Stalingrad wurden die Truppen der Donfront nach Nordwesten verlegt, um in der Region um Kursk die neue Zentralfront zu bilden. Die 65. Armee wurde Anfang Februar 1943 in die Stawka-Reserve zurückgezogen und dann in Raum Olchowatka, Khmelewoje, Tifinskoje neu gruppiert. Ab 15. Februar rückte sie im Rahmen der Dmitrijew-Sewsker Operation in Richtung Sewsk vor. Vier Divisionen der 65. Armee (69., 149. und 354. Schützen- sowie 37. Garde-Division) marschierten als erste Staffel im Raum Ponyri auf. Die zweite Staffel (193., 112., 246. Schützen-Division sowie 42. Schützen-Brigade) setzte den Vormarsch am 26. Februar fort. Die Truppen sollte einen Einbruch bis an die Linie Dubrowa – Androsow erkämpfen, was aber nicht gelang. Die Armeetruppen gruben sich dann während der dreimonatigen Operationspause im nordwestlichen Abschnitts des Kursker Frontbogens ein. Mit etwa 100.000 Mann, 1.837 Geschütze und Mörser sowie 124 Panzer und Selbstfahrlafetten nahm sie am Unternehmen Zitadelle teil. Aufgrund ihrer Lage im westlichen Abschnitt des vorgelagerten Bogens ging die 65. Armee weitgehend unbeschadet aus der Schlacht hervor und konnte Ende Juli und im August effektiv an der Verfolgung der deutschen Truppen von der Desna bis zum Dnjepr teilnehmen, am 27. August wurde Sewsk besetzt.
Armeegliederung am 3. Juli 1943
- 18. Schützenkorps (69., 149. und 246. Schützendivision)
- 27. Schützenkorps (60. und 193. Schützendivision und 115. Schützenbrigade)
- 37. Garde-, 181., 194. und 354. Schützendivision
- 4 unabhängige Panzerregimenter, 2 Panzer- und 3 Mörser Regimenter

Während der folgenden Tschernigow-Pripjater Operation überquerte das 27. Schützenkorps (Generalleutnant F. M. Tscherokmanow) Ende August mit minimalen Verlusten die Flüsse Desna und Sosch. In Zusammenarbeit mit der 48. Armee wurde am 16. September Nowgorod-Sewersk befreit. Am 15. Oktober erzwang die 193. Schützendivision mit Hilfe der Artillerie, die 1.000 Granaten pro Minute abfeuerte, die Überquerung des Dnjepr. Im Zusammenwirken mit der 61. Armee wurde ein Brückenkopf auf dem rechten Ufer im Raum Lojew gebildet. In der Operation Gomel-Retschitza befreiten die Armeetruppen eine Reihe von kleineren Städten, in Zusammenarbeit mit dem 1. Garde-Panzerkorps und der 48. Armee am 18. November Retschitza. Bis Ende November 1943 wurde der Beresina-Abschnitt erreicht, wo die 65. Armee im Süden von Paritschi in die Defensive überging.

### 1944
Im Januar und Februar 1944 bekämpfte die 65. Armee in der Operation Kalinkowitschi-Mosyr in Verbindung mit der 61. Armee die deutschen Truppen im Raum von Osaritschi. Am 25. Februar wurde die Armee Teil der 1. Weißrussischen Front. In den sechs Monaten, in denen die Armee in der Defensive stand, hatte sich die Zusammensetzung der Verbändestark verändert. Die Truppen des bisher links eingesetzten 95. Schützenkorps wurden auf das 27. und 19. Schützenkorps der Generale F. M. Tscherokmanow und D. I. Samarski übertragen.
Im Juni/Juli 1944 nahm die 65. Armee als Teil der 1. Weißrussischen Front an der Operation Bagration in Weißrussland teil. Rokossowski befahl für die Bobruisker Operation angesichts des sumpfigen Terrains zwei separate Angriffe auf die deutsche 9. Armee. Er verließ sich auf Batows Fähigkeit, seine Armee durch die sumpfigen Gebiete südlich von Bobruisk zu führen, indem er Knüppeldamme anlegte. Der Offensive der 65. Armee ging eine Demonstration bei Paritschi voraus. Der Kommandant der 1. Weißrussischen Front, General Rokossowski platzierte sein Quartier bei der linken südlichen Stoßgruppe (65., 28. Armee und der mechanisierten Kavalleriegruppe Plijew). Am 24. Juni eröffnete die 26. Artillerie-Division das Feuer auf die Stellungen der deutschen 9. Armee.
Armeegliederung am 22. Juni 1944
18. Schützen-Korps, Generalmajor Iwan Iwanowitsch Iwanow
- 37. Garde-Schützen-Division, Oberst Wassili Lawrentjewitsch Morosow
- 44. Garde-Schützen-Division, Generalmajor Wladimir Alexandrowitsch Borisow
- 69. Schützen-Division, Generalmajor Iosif Iustinowitsch Sankowski

105. Schützen-Korps, Generalmajor Dmitri Fedorowitsch Alexejew
- 75. Garde-Schützen-Division, Generalmajor Wassili Akimowitsch Gorischny
- 15. Schützen-Division, Generalmajor Kusma Jewdokimowitsch Grebennik
- 193. Schützen-Division, Oberst Andrei Grigorjewitsch Frolenkow

- 354. Schützen-Division, Oberst Sergei Andrejewitsch Wdowin
- 356. Schützen-Division, Oberst Michail Grigorjewitsch Makarow

1. Garde-Panzer-Korps, Generalmajor Michail Fedorowitsch Panow
- 1. Garde-Mechanisierte Schützen-Brigade, Major Stepan Paramonowitsch Satulej
- 15. Garde-Panzer-Brigade, Oberstleutnant Konstantin Grigorjewitsch Koschanow
- 16. Garde-Panzer-Brigade, Oberst Pjotr Alexejewitsch Limarenko
- 17. Garde-Panzer-Brigade, Oberst Boris Wladimirowitsch Schulgin

Die 354. und 356. Schützendivision umgingen die Stellungen des XXXV. A.K. und die Stadt Bobruisk von Westen her, den direkten Angriff auf Osipowichi führte am 28. Juni die 37. Garde- und 69. Schützendivision. Die 3. Armee (General Gorbatow) näherte sich Bobruisk von Norden und Einheiten der 48. Armee von Osten. Am 27. Juni schloss das 9. Panzerkorps (General B. S. Bacharow), das bis zum nordwestlichen Stadtrand durchbrach, den Ring um die Stadt, wo danach bis zu 40.000 Deutsche eingeschlossen waren. Am 29. Juni um 10:00 Uhr begann der letzte Angriff, die Vorausabteilung des Oberstleutnant Pawel Ignatjewitsch Cherepok der 193. Schützendivision drang zuerst in Bobruisk ein. Innerhalb weniger Tage war die deutsche 9. Armee größtenteils ausgeschaltet. Am 1. Juli schnitten andere Verbände die Autobahn Slonim-Baranowitschi ab. Im Rücken der Deutschen operierte bereits die mechanisierte Kavalleriegruppe von General Plijew. Die 65. Armee befreite Baranowitschi am 8. Juli in Zusammenarbeit mit der 48. Armee, das Hauptquartier der Armee befand sich am westlichen Stadtrand. Anschließend wurde der Fluss Schtschara in Zusammenarbeit mit dem 1. Garde-Panzerkorps und der mechanisierten Kavalleriegruppe überschritten und am 10. Juli die Stadt Slonim befreit. Die Offensive der 65. Armee war ohne operative Pause in die allgemeine Richtung Pruschany und Bielsk Podlaski fortzusetzen, Mitte Juli wurde zunächst der Swislotsch überschritten.
Während der Lublin-Brester Operation besiegte die Armee in Zusammenarbeit mit der 48. und 28. Armee das XXIII. Armeekorps der deutschen 2. Armee nördlich von Brest und erreichte Mitte Juli den Westlichen Bug. Das deutsche XX. A.K. wurde von der 61. Armee östlich von Brest bedrängt, links noch dreißig Kilometer hinter der 65. Armee, rückte die 28. Armee (General Lutschinski) durch den Białowieża-Urwald vor, rechts lag die 48. Armee (General Romanenko) fast auf gleicher Höhe. Die 65. Armee überquerte am 22. Juli mit dem 105. Schützenkorps den Bug bei Drohyzcin, blieb aber nach einem deutschen Gegenstoß den August über mit Masse am anderen Bug-Ufer im Raum von Czeremcha stehen. Anfang September eroberte die Armee mit dem Panzerkorps des Generals M. F. Panow einen westlichen Brückenkopf über den Narew bei Serock. Dort wehrte die 65. Armee zwei Monate lang starke deutsche Gegenangriffe ab. Generaloberst Rokossowski übernahm die Führung der 2. Weißrussischen Front, damit gingen auch eine Verschiebung der Frontgrenzen einher: zudem wurde am linken Abschnitt die 70. Armee wieder Nachbar. In den folgenden Monaten wurden im Serocker-Brückenkopf die Kräfte für die Großoffensive nach Ostpreußen gesammelt.

### 1945
Die im Zuge der Schlacht um Ostpreußen verspätet einsetzende Mlawa-Elbinger Operation gegenüber der deutschen 2. Armee blieb anfangs unter den Erwartungen. Erst am 17. und 18. Januar 1945 fielen Modlin, Płońsk und Płock in Hände der 65. und 70. Armee. Die deutschen Truppen räumten am 17. Januar Ciechanow und Przasnysz und gaben am 18. Januar auch Mława auf. Anfang Februar erzwang die 65. Armee im Raum Kulm den Überquerung an der Weichsel. Im Zuge der folgenden Kämpfe in Westpreußen erhielt die 65. und 70. Armee für die Schlacht um Danzig (19. bis 30. März 1945) die 66. Garde-Artillerie-Brigade mit 60 ISU-122 -Selbstfahrlafetten unterstellt.
Armeegliederung am 16. April 1945
- 37. Garde-Schützendivision
- 18. Schützenkorps, Generalleutnant Nikita Jemeljanowitsch Tschuwakow mit 16. und 69. Schützendivision
- 46. Schützenkorps, Generalleutnant Konstantin Maximowitsch Erastow mit 108., 186. und 413. Schützendivision
- 105. Schützenkorps, Generalleutnant Dmitri Fjodorowitsch Alexejew mit 44. Garde, 193. und 354. Schützendivision
- (ab 22. April) 1. Garde-Panzerkorps, mit der 15., 16. und 17. Garde-Panzerbrigade sowie 30. Panzerbrigade

Im Zuge der Berliner Operation wurde die 65. Armee an die Oder verlegt. Bei der Stettin-Rostocker Operation erzwangen die Armeetruppen bis zum 23. April 1945 den schwierigen Flussüberquerung südlich von Stettin. Die Truppen entwickelten dann die Offensive weiter in Richtung Demmin (am 30. April besetzt von Panows Panzertruppen) und erreichten neben dem 3. Garde-Panzerkorps (Generalleutnant A. P. Panfilow) Anfang Mai die Ostsee-Küste nördlich der Stadt Rostock, die wiederum von Einheiten der 70. Armee besetzt wurde.

## Führung
Oberbefehlshaber
- Generalleutnant (ab 29. Juni 1944 Generaloberst) Pawel Iwanowitsch Batow, 22. Oktober 1942 bis Kriegsende, Stellvertreter: Generalleutnant Josif Fjodorowitsch Barinow

Mitglieder des Kriegsrats
- Brigadekommissar/Oberst Filip Pawlowitsch Luchko, 22. Oktober 1942 bis 3. April 1943
- Generalmajor Nikolai Antonowitsch Radetski, 3. April 1943 bis Kriegsende

Stabschefs
- Generalmajor Iwan Semjonowitsch Glebow, 22. Oktober 1942 bis 26. November 1943
- Generalmajor Michail Wladimirowitsch Bobkow, 26. November 1943 bis Kriegsende

## Nachkriegszeit
Am 10. Juli 1945 wurde die 65. Armee gemäß der Weisung des Oberkommandos Nr. 11097 vom 29. Mai 1945 Teil der Nördlichen Truppengruppe der Polnischen Volksrepublik, Standorte waren Lodz, Posen, Breslau. Im April 1946 wurde die 65. Armee in Lodz in die 7. mechanisierte Armee umbenannt und am 20. Dezember zur 7. Panzerdivision (ab Mai 1948 mit Hauptquartier in Borisow) umgewandelt, ihre bisherigen Divisionen wurden zu Regimentern herabgestuft.
Am 21. März 1950 wurde die 7. Panzerdivision wieder zur alten 7. mechanisierte Armee aufgestockt und ab 1955 mit den Panzern IS-3, T-54, T-34 und PT-76 sowie Selbstfahrlafetten ISU-122 ausgerüstet.
1957 wurde die 7. Mechanisierte Armee in 7. Panzerarmee umbenannt. Die bisherige 10. Panzerdivision wurde in die 34. Panzerdivision reorganisiert, die 15. Garde-Mechanisierte Division wurde in die 47. Garde-Panzerdivision und die 27. Garde-Mechanisierte Division in 39. Garde-Panzerdivision umbenannt. 1960 wurde die 47. Garde-Panzerdivision in 45. Garde-Panzerdivision umbenannt. 1965 wurde die 45. Garde-Panzerdivision zu einer dem Weißrussischen Militärbezirk unterstellten Ausbildungspanzerformation und die 39. Garde-Panzerdivision wurde in die 37. Garde-Panzerdivision umorganisiert.